# Mistrzostwa Świata w Kolarstwie Przełajowym 2004
55. Mistrzostwa Świata w Kolarstwie Przełajowym 2004 odbyły się we francuskiej miejscowości Pontchâteau, w dniach 31 stycznia - 1 lutego 2004 roku.

## Medaliści
| Konkurencja:                | Złoto:             | Czas      | Srebro:           | Czas     | Brąz:               | Czas     |
| Klasyfikacja mężczyzn       |                    |           |                   |          |                     |          |
| Elite (1 lutego 2004)       | Bart Wellens       | 1:02:19 h | Mario De Clercq   | + 0:00 m | Sven Vanthourenhout | + 0:07 m |
| U-23 (31 stycznia 2004)     | Kevin Pauwels      | 49:38 m   | Mariusz Gil       | + 0:08 m | Martin Zlámalík     | + 0:16 m |
| Juniorzy (31 stycznia 2004) | Niels Albert       | 40:33 m   | Roman Kreuziger   | + 0:22 m | Clément Lhotellerie | + 1:29 m |
| Klasyfikacja kobiet         |                    |           |                   |          |                     |          |
| Elite (1 lutego 2004)       | Laurence Leboucher | 43:06 m   | Maryline Salvetat | + 0:37 m | Hanka Kupfernagel   | + 0:51 m |

## Szczegóły

### Zawodowcy
| Medal | Zawodnik            | Narodowość | Czas      |
| ----- | ------------------- | ---------- | --------- |
|       | Bart Wellens        | Belgia     | 1:02:19 h |
|       | Mario De Clercq     | Belgia     | + 0:00    |
|       | Sven Vanthourenhout | Belgia     | + 0:07    |
| 4     | Daniele Pontoni     | Włochy     | + 0:21    |
| 5     | Ben Berden          | Belgia     | + 0:24    |
| 6     | Erwin Vervecken     | Belgia     | + 0:29    |
| 7     | Francis Mourey      | Francja    | + 0:38    |
| 8     | Petr Dlask          | Czechy     | + 0:40    |
| 9     | Michael Baumgartner | Szwajcaria | + 0:49    |
| 10    | Alessandro Fontana  | Włochy     | + 1:09    |

### U-23
| Medal | Zawodnik              | Narodowość | Czas    |
| ----- | --------------------- | ---------- | ------- |
|       | Kevin Pauwels         | Belgia     | 49:38 m |
|       | Mariusz Gil           | Polska     | + 0:08  |
|       | Martin Zlámalík       | Czechy     | + 0:16  |
| 4     | Sébastien Minard      | Francja    | + 0:16  |
| 5     | Lukas Flückiger       | Szwajcaria | + 0:18  |
| 6     | Zdeněk Štybar         | Czechy     | + 0:25  |
| 7     | Krzysztof Kuźniak     | Polska     | + 0:25  |
| 8     | Enrico Franzoi        | Włochy     | + 0:25  |
| 9     | Klaas Vantornout      | Belgia     | + 0:29  |
| 10    | Wesley Van Der Linden | Belgia     | + 0:29  |

### Juniorzy
| Medal | Zawodnik            | Narodowość | Czas    |
| ----- | ------------------- | ---------- | ------- |
|       | Niels Albert        | Belgia     | 40:33 m |
|       | Roman Kreuziger     | Czechy     | + 0:22  |
|       | Clément Lhotellerie | Francja    | + 1:29  |
| 4     | Clément Cid         | Francja    | + 1:47  |
| 5     | Petr Novotný        | Czechy     | + 1:49  |
| 6     | Jan Škarnitzl       | Czechy     | + 2:05  |
| 7     | René Lang           | Szwajcaria | + 2:10  |
| 8     | Thijs van Amerongen | Holandia   | + 2:44  |
| 9     | Damien Robert       | Francja    | + 2:46  |
| 10    | Jonathan Lopez      | Francja    | + 2:46  |

### Kobiety
| Medal | Zawodnik               | Narodowość        | Czas    |
| ----- | ---------------------- | ----------------- | ------- |
|       | Laurence Leboucher     | Francja           | 43:06 m |
|       | Maryline Salvetat      | Francja           | + 0:37  |
|       | Hanka Kupfernagel      | Niemcy            | + 0:51  |
| 4     | Ann Knapp              | Stany Zjednoczone | + 1:48  |
| 5     | Alison Dunlap          | Stany Zjednoczone | + 1:54  |
| 6     | Louise Robinson        | Wielka Brytania   | + 2:02  |
| 7     | Marianne Vos           | Holandia          | + 2:40  |
| 8     | Corinne Sempe          | Francja           | + 2:43  |
| 9     | Reza Hormes-Ravenstijn | Holandia          | + 2:44  |
| 10    | Birgit Hollmann        | Niemcy            | + 2:46  |

## Tabela medalowa
| Miejsce | Państwo  |   |   |   |   |
| ------- | -------- | - | - | - | - |
| 1.      | Holandia | 3 | 1 | 1 | 5 |
| 2.      | Francja  | 1 | 1 | 1 | 3 |
| 3.      | Czechy   | 0 | 1 | 1 | 2 |
| 4.      | Polska   | 0 | 1 | 0 | 1 |
| 5.      | Niemcy   | 0 | 0 | 1 | 1 |